# Atomaria gibbula
Atomaria gibbula is een keversoort uit de familie harige schimmelkevers (Cryptophagidae). De wetenschappelijke naam van de soort werd in 1846 gepubliceerd door Wilhelm Ferdinand Erichson.